# Maikäfer

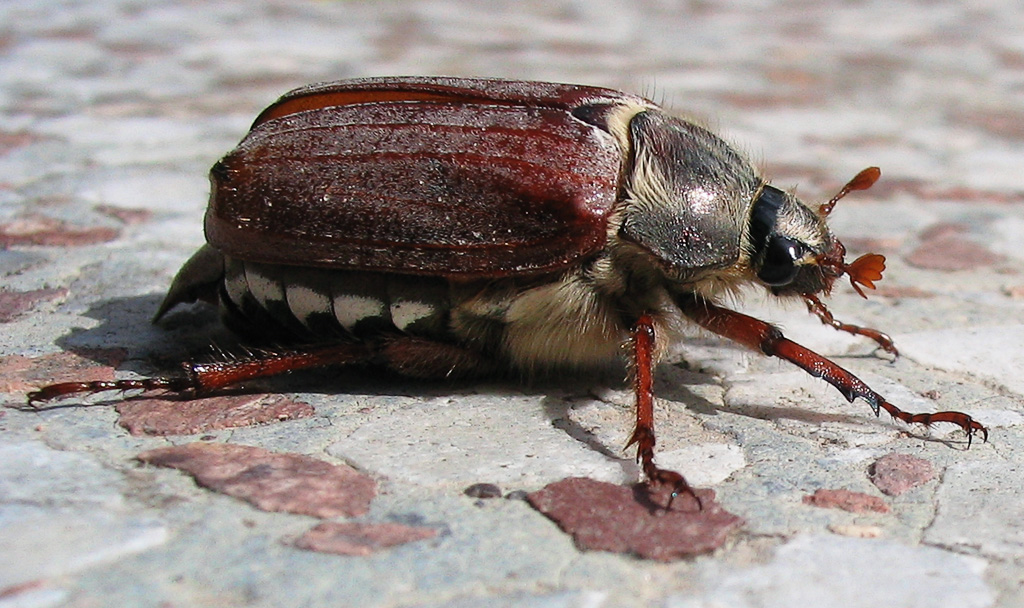
Weibchen des Feldmaikäfers (Melolontha melolontha)

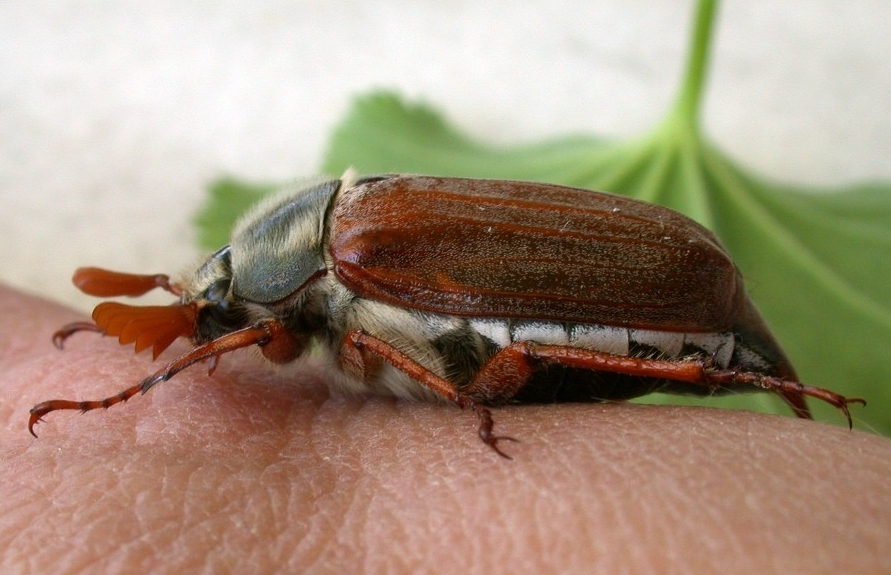
Männchen des Feldmaikäfers (Melolontha melolontha)

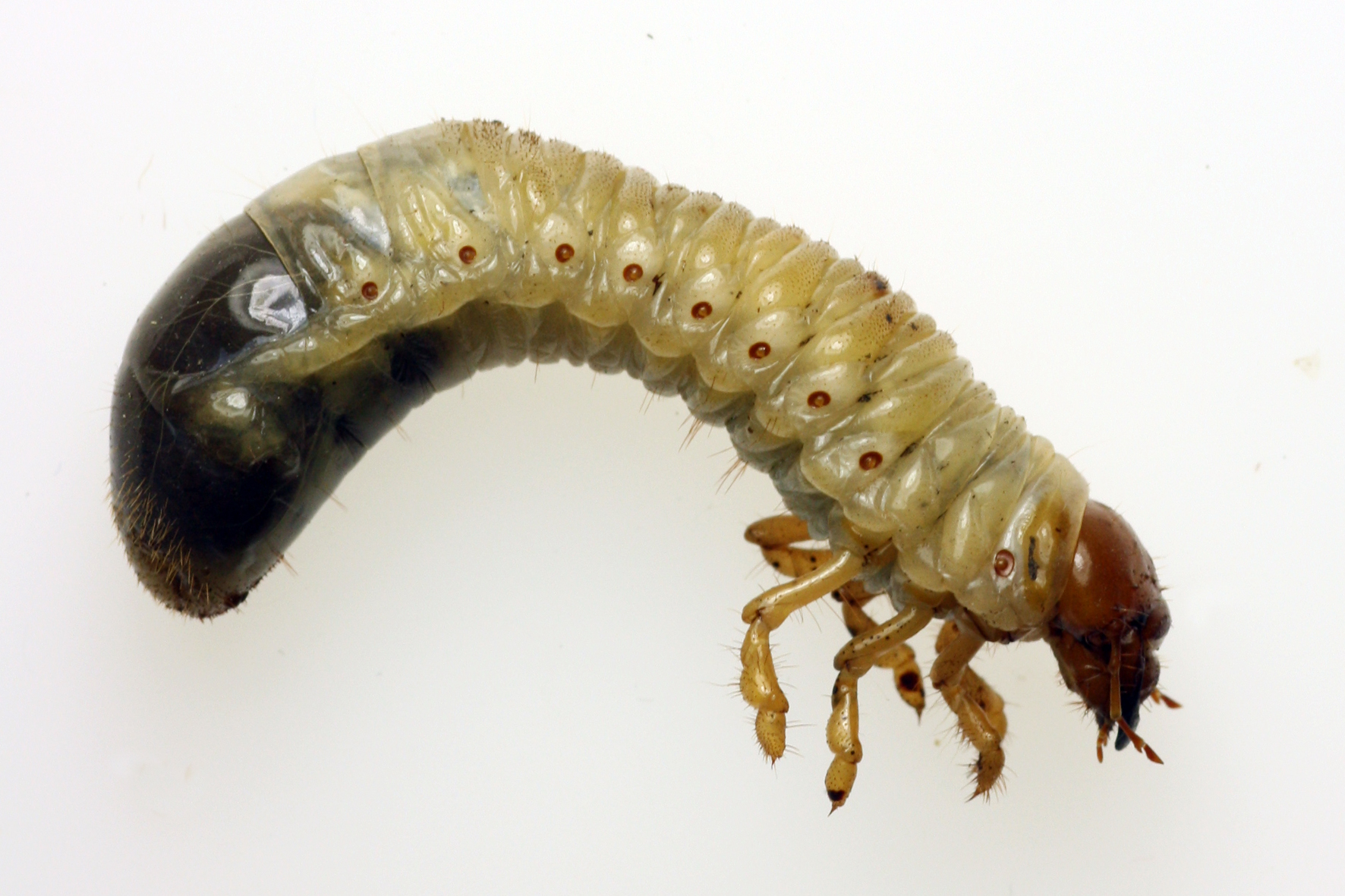
Larve (Engerling) des Maikäfers

Die Maikäfer (Melolontha) sind eine Gattung von Käfern in der Familie der Blatthornkäfer (Scarabaeidae). Die Gattung umfasst etwa 50 bis 60 Arten mit Verbreitung im nördlichen Eurasien bis nach Ostasien. Der am weitesten verbreitete Maikäfer Mitteleuropas ist der Feldmaikäfer (Melolontha melolontha). Im nördlichen und östlichen Europa sowie in einigen Regionen Deutschlands kommt der Waldmaikäfer (Melolontha hippocastani) auf sandigen Böden vor. Eine dritte, dem Feldmaikäfer sehr ähnliche Art ist Melolontha pectoralis, die jedoch in Mitteleuropa sehr selten geworden ist. Im Mittelmeergebiet ist mit weiteren Arten der Gattung zu rechnen.

## Merkmale
Die Maikäfer gehören zur Familie der Blatthornkäfer, deren Name sich von den typischen fächerartigen Fühlern ableitet. Die Fühler sind bei den Weibchen viel schwächer ausgeprägt als bei den männlichen Tieren. So finden sich bei den Männchen sieben Fühlerplättchen, die etwa 50.000 Geruchsnerven haben; bei den Weibchen hingegen weist der sechslappige Fühlerfächer ungefähr 9000 dieser Nerven auf. Imagines des Feldmaikäfers erreichen je nach Ernährungsbedingungen eine Körperlänge von 25 bis 30 mm; der Waldmaikäfer ist etwas kleiner (20–25 mm).
Die drei in Mitteleuropa vorkommenden Arten lassen sich am besten an ihrer Hinterleibsspitze (Pygidium) unterscheiden: Diese ist bei Melolontha hippocastani in beiden Geschlechtern schmal und in einen knotigen Fortsatz endend, der beim Weibchen manchmal fehlt. Bei Melolontha melolontha ist die Hinterleibsspitze in beiden Geschlechtern in einen lanzettartigen Fortsatz ohne Knoten verlängert und nur fein behaart, während sie bei Melolontha pectoralis in beiden Geschlechtern doppelt behaart ist und beim Männchen wenig und schmal verlängert, beim Weibchen dagegen abgestutzt bleibt.

## Lebensweise
Nach Beendigung der Metamorphose gräbt sich der Maikäfer – seinem Namen entsprechend – in den Monaten April und Mai aus dem Erdboden, fliegt hauptsächlich im Mai und Juni und ernährt sich überwiegend von den Blättern von Laubbäumen. Die Käfer leben als Imago noch etwa vier bis sieben Wochen. Das Männchen stirbt nach der Begattung, das Weibchen nach der Eiablage, wobei bei günstigen Bedingungen zwei bis drei Gelege pro Weibchen möglich sind. Bei der Eiablage werden 10 bis 100 Eier in eher feuchte Humusböden 15 bis 20 cm unter der bewachsenen Oberfläche eingebracht. Nach vier bis sechs Wochen schlüpfen die Engerlinge.
Maikäfer haben eine Zykluszeit von drei bis fünf, meist vier Jahren. Das heißt, die frischgeschlüpften Engerlinge benötigen vier Jahre, bis sie eine vollständige Metamorphose zum geschlechtsreifen Tier durchgemacht haben. Diese Zyklen sind regional synchronisiert. Bei einem vierjährlichen Zyklus etwa folgt auf drei Jahre mit niedrigem Aufkommen ein Jahr mit deutlich mehr Käfern (Maikäferjahr). Diesem Zyklus ist ein über 30- bis 45-jährlicher Rhythmus überlagert. Die Gründe dafür sind nicht im Detail bekannt.

### Fressfeinde
Der Maikäfer hat zahlreiche Fressfeinde. Als Engerling wird er von Vögeln (Grünspecht, Amsel, Krähe, Star, Möwe), dem Igel, dem Maulwurf und der Spitzmaus gefressen. Auch Insekten wie der Steinkriecher, Laufkäfer und Raupenfliegen zählen zu seinen Feinden. Als Käfer vertilgen ihn Vögel (Eulen, Krähen, Greifvögel), Fledermäuse, Wildschweine und Dachse.

## Maikäfer und Mensch

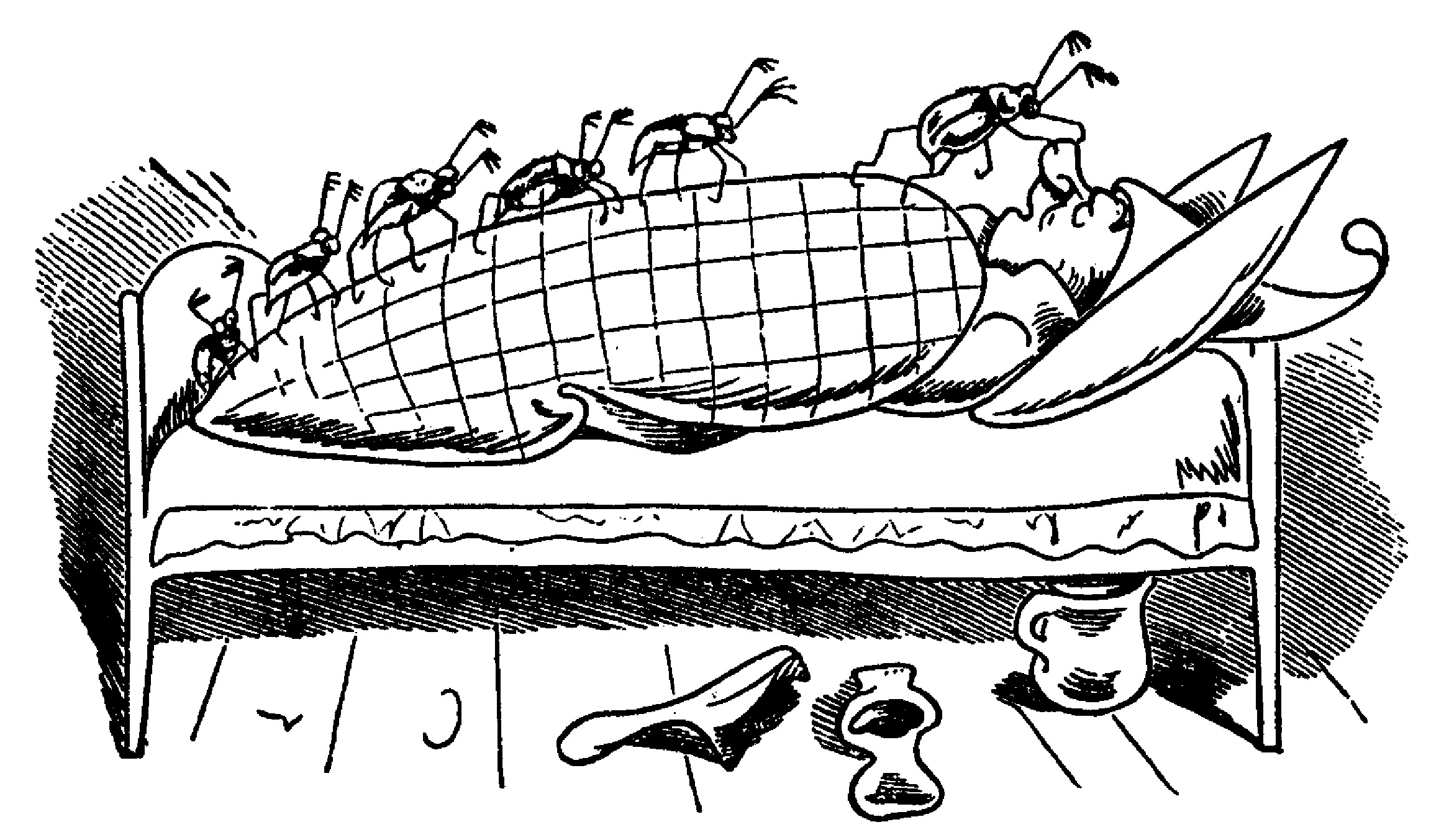
5. Streich: Maikäfer bei Onkel Fritz

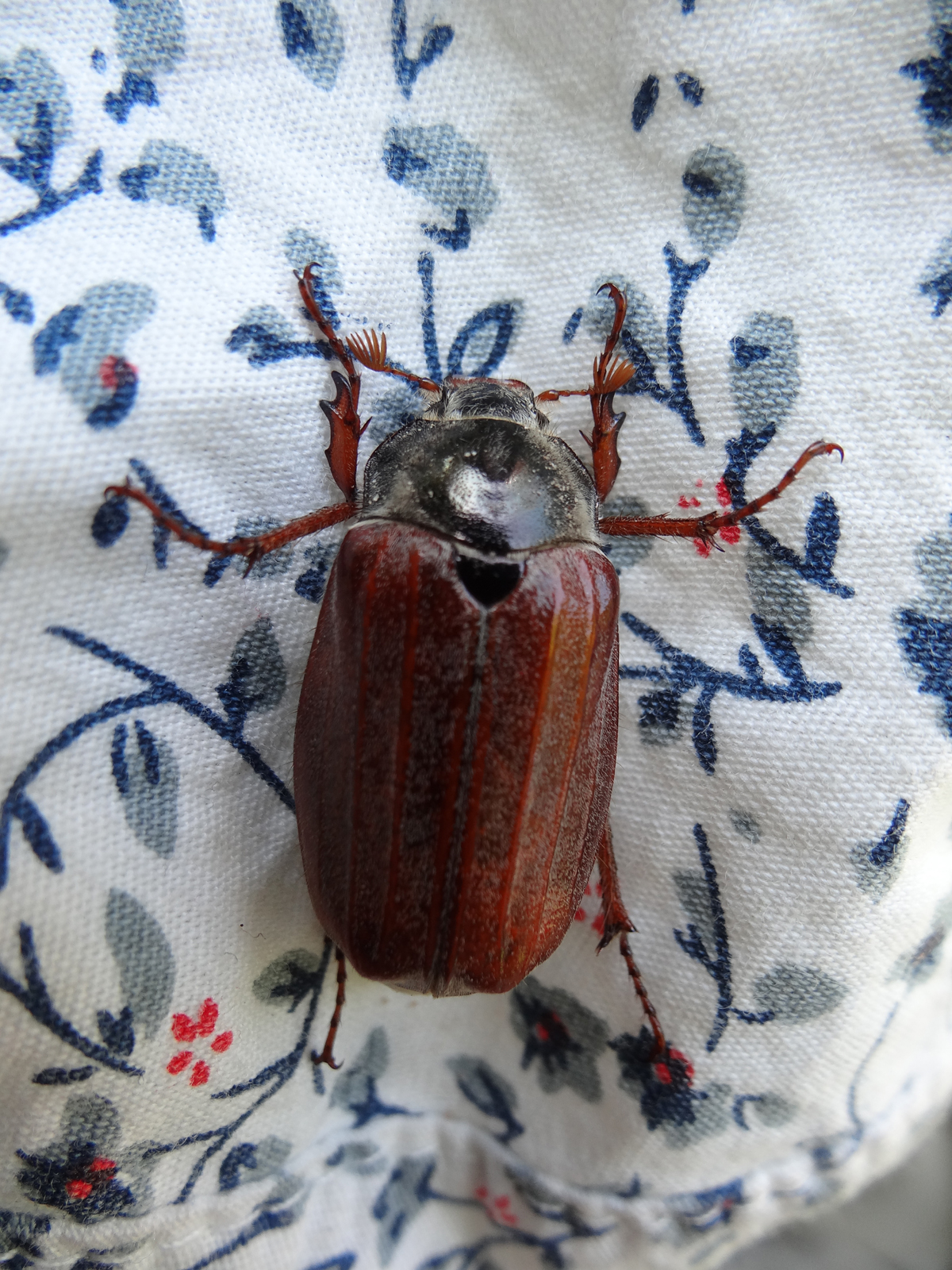
Maikäferweibchen auf Sommerhut

Gerdt von Bassewitz’ Märchen Peterchens Mondfahrt erzählt von einem Maikäfer, der mit zwei Menschenkindern eine abenteuerliche Reise besteht. In Wilhelm Buschs Geschichte von Max und Moritz spielen die Maikäfer im fünften Kapitel eine wesentliche Rolle.

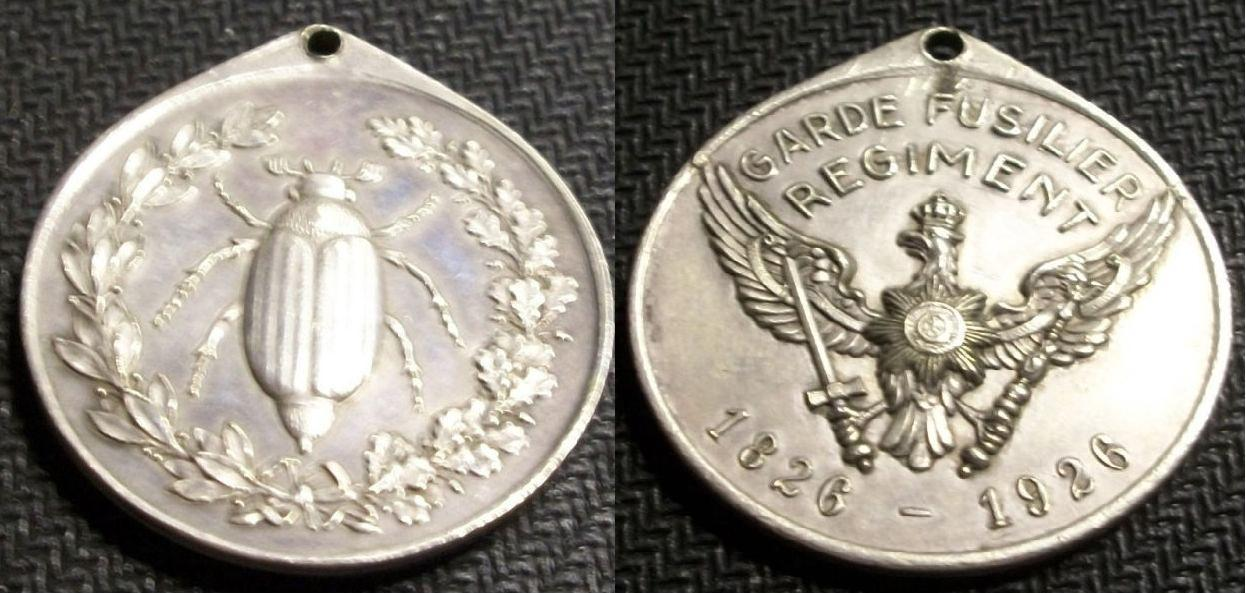
Erinnerungsmedaille von 1926 anlässlich des 100. Stiftungstages des Garde-Füsilier-Regiments

 Die beiden Bataillone des Garde-Füsilier-Regiments vereinigten sich alljährlich im Mai in Potsdam zum Exerzieren. Das einrückende II. Bataillon wurde aufgrund der bunten Regimentsuniform (rote, mit weißen Litzen versehene schwedische Ärmelaufschläge, gelbe Schulterstücke und braune Paspelierung) von den Maikäfer suchenden Jungen mit dem Zuruf „Maikäfer“ begrüßt. Der Name übertrug sich schnell auf das ganze Regiment und wurde, nachdem Friedrich Wilhelm IV. als Kronprinz das Regiment einmal mit „Maikäfer“ angesprochen hatte, quasi offiziell. Daher wurde auch ihre Kaserne Maikäferkaserne genannt.
Bis in die 1960er Jahre wurden diese Käfer, sortiert nach Schornsteinfeger (dunkel, wenig behaart), Bäcker/Müller (weißlich, stärker behaart) oder Kaiser (rötlich), von Kindern gesammelt. Wegen ihrer Erscheinung und der Fluggeräusche ist eine Begegnung mit einem Maikäfer, besonders für Kinder, ein beeindruckendes Erlebnis. Maikäfer flieg ist ein bekanntes deutschsprachiges Volks- und Kinderlied.
Besonders ihre Larven (Engerlinge) gelten als Schädlinge. Während die Käfer bei Massenaufkommen ganze Laubwälder kahlfressen, wovon sich die Bäume jedoch erholen, fressen die Larven die Wurzeln ab, wodurch nachwachsende Laubbäume u. U. flächendeckend absterben. Ob man die Maikäfer bekämpfen muss, wird daher immer wieder kontrovers diskutiert. Seit Anfang der 1950er Jahre wurde zur Bekämpfung das inzwischen verbotene Insektizid DDT eingesetzt. Allerdings ist auch in Gebieten, in denen der Maikäfer nicht aktiv bekämpft wurde, seine Population stark zurückgegangen. 1974 betrieben Frankreich und anschließend die Schweiz eine künstliche Verpilzung des Maikäfers. In dem im selben Jahr erschienenen Lied Es gibt keine Maikäfer mehr besingt Reinhard Mey das Verschwinden des Käfers.
Aus Teilen Mitteleuropas werden wieder größere Bestände gemeldet. Zur Bekämpfung von Maikäfern wurden im Mai 2010 in der südhessischen Kommune Pfungstadt erstmals seit 55 Jahren in Hessen wieder mehrere Hundert Hektar Wald mit einem Insektizid gegen Maikäfer behandelt, was zu massiven Protesten seitens der Naturschutzverbände führte. Zur Bekämpfung in der Schweiz wird das Grünland gebietsweise mit dem Beauveria-Pilz geimpft, um eine künstliche Verpilzung herbeizuführen.
Der Maikäferbund war ein literarischer Zirkel in den 1840er Jahren. Die Vereinszeitschrift Der Maikäfer: eine Zeitschrift für Nicht-Philister bot den Mitgliedern ein Forum für eigene Veröffentlichungen. Am Feiertag Peter und Paul wurde jährlich mit einem Treffen aller Mitglieder ein Stiftungsfest gefeiert. Im Vorfeld der Revolution 1848 wurde der Maikäferbund verboten.
Noch bis Mitte des 20. Jahrhunderts wurden Maikäfer nicht nur als Hühnerfutter genutzt, sondern fanden auch in der Küche Verwendung. In Frankreich und Teilen Deutschlands wurden sie geröstet und zu Maikäfersuppe verarbeitet. In Konditoreien waren sie verzuckert oder kandiert als Nachtisch zu haben. Im deutschsprachigen Raum besteht hierfür jedoch nur eine Quelle deren Ausführungen, aufgrund der Kuriosität, immer wieder reproduziert wurden. Später zu findende Quellen stellen dabei inhaltlich nur eine Abwandlung oder Reproduktion dieser Einzelquelle dar. Da der Maikäfer in keinem anderen zeitgenössischen Werk als Lebensmittel erwähnt wird, ist die tatsächliche Verbreitung des Maikäfers als Lebensmittel zweifelhaft.

## Taxonomie, Systematik, Verbreitung
Die Gattung der Maikäfer, Melolontha, wurde eingeführt durch Johann Christian Fabricius 1775 mit der Typspezies Scarabaeus melolontha Linnaeus, 1758 (heute Melolontha melolontha). Nach seiner ursprünglichen Diagnose war sie so vage abgegrenzt, dass alle Arten der heutigen Unterfamilie Melolonthinae darunter fallen würden. Spätere Taxonomen haben die alte Gattung aufgesplittet, so dass heute ungefähr 50 bis 60 Arten in ihr verbleiben.
Früher wurden zwei Untergattungen unterschieden, Melolontha s.str. und Tocama Reitter, 1902. Tocama, mit etwa 7 Arten, wird aber heute als eigenständige Gattung aufgefasst. Auch die ehemalige Untergattung Apropyga Medvedev, 1951 wird nicht mehr anerkannt. Die früher unterschiedene Gattung Oplosternus (Schreibvariante Hoplosternus) wurde hingegen mit Melolontha synonymisiert, wodurch einige Arten in der Gattung neu hinzugekommen sind. Heute wird Melolontha nur noch in (informell abgegrenzte) Artengruppen gegliedert, die vor allem auf dem Bau des Begattungsapparats der Männchen beruhen, von denen drei, die melolontha-Gruppe, die albida-Gruppe und die papposa-Gruppe, auch in Europa vorkommen.
Der Verbreitungsschwerpunkt der Gattung Melolontha liegt, mit 35 Arten und damit fast zwei Dritteln der Gesamtartenzahl, in Ostasien. Die dortigen Arten werden in 10 Artengruppen gegliedert. Die Gesamtverbreitung der Gattung umfasst Eurasien, von Portugal im Westen bis Japan im Osten, also die Paläarktis, und große Teile Ostasiens, also der Orientalis, südlich bis zur Insel Taiwan und in die Gebirge von Indochina.

### Europäische Arten
Aus Europa und den direkt angrenzenden Regionen Westasiens sind folgende Arten bekannt:
- Melolontha melolontha (Feldmaikäfer). Europa, nach Osten bis in die Ukraine und ins westliche Russland. Fehlt im Süden Russlands und im Kaukasus.
- Melolontha hippocastani (Waldmaikäfer). Westeuropa bis in den Osten Sibiriens und China. Fehlt auf dem südlichen Balkan, in der Türkei und südlich des Kaukasus.
- Melolontha pectoralis. Mitteleuropa (nach Westen bis ins Elsass), über Italien und den Balkan, Kleinasien, Kaukasusländer bis in den Iran.
- Melolontha aceris Faldermann, 1835. Armenien, Georgien, Aserbaidschan, Iran.
- Melolontha albida Frivaldszky, 1835. Griechenland (einschließlich ägäische Inseln), westliche Türkei. (Achtung: die homonyme Melolontha albida Redtenbacher, 1858 ist ein Synonym zu Melolontha melolontha L.)
- Melolontha anita Reitter, 1902. südliche Türkei und Syrien.
- Melolontha baetica Hillert et al., 2019. Endemit von Andalusien, Spanien.
- Melolontha ciliciensis Petrovitz, 1962. südliche Türkei.
- Melolontha hidalgoi Hillert et al., 2019. südliches Portugal und Spanien.
- Melolontha hybrida Charpentier, 1825. Spanien und Portugal.
- Melolontha llinaresi Hillert et al., 2019. Endemit von Andalusien, Spanien.
- Melolontha papposa Illiger, 1803. Spanien und Portugal.
- Melolontha permira Reitter, 1887. Russische Schwarzmeerküste und Georgien.
- Melolontha sardiniensis Drumont, Muret, Hayer & Penner, 1999. Endemit der Insel Sardinien, Italien.
- Melolontha taygetana Rey, 1999. Endemit der Peloponnes, Griechenland.